# برهان صهيوني
برهان أحمد صهيوني (مواليد 7 أبريل 1986 في إدلب، سوريا) لاعب كرة قدم سوري يجيد اللعب في مركز الوسط مع منتخب سوريا الوطني والنجف في الدوري العراقي الممتاز.

## روابط خارجية
- برهان صهيوني على موقع الاتحاد الدولي (مؤرشف)  (الإنجليزية)
- برهان صهيوني على موقع ناشيونال فوتبول تيمز (الإنجليزية)
- برهان صهيوني على موقع Soccerway.com (الإنجليزية)
- برهان صهيوني على موقع عالم كرة القدم.نت (الإنجليزية)
- برهان صهيوني على موقع كووورة
- اللاعب برهان صهيوني على موقع كووورة.